# Lucie Silvestre
 (août 2024).
Si vous disposez d'ouvrages ou d'articles de référence ou si vous connaissez des sites web de qualité traitant du thème abordé ici, merci de compléter l'article en donnant les références utiles à sa vérifiabilité et en les liant à la section « Notes et références ».
Lucie Silvestre, née le 17 mai 2000 à Saint-Jean-de-Maurienne est une snowboardeuse française spécialisée dans la discipline du slopestyle et du big air.

## Carrière
Lucie Silvestre commence le snowboard au « Snowboard Club de Valloire. Elle s'illustre en remportant la finale de la coupe d'Europe de snowboard en 2019 à Silvaplana et intègre l'équipe de France jeune de snowboard freestyle la saison d'après.
Elle participe aux Championnats du monde de snowboard 2023 et se classe 15e en slopestyle et 19e en big air.

## Palmarès

### Championnat du Monde
| Édition / Epreuve           | Big Air | Slope Style |
| --------------------------- | ------- | ----------- |
| Championnats 2023 Bakuriani | 19      | 15.         |

### Coupe du Monde
- 10 départs dont 6 en big air et 4 en slopestyle[5].
- Elle se classe 12e à la coupe du monde de Modena en Big Air, ce qui constitue sa meilleure performance personnelle[7],[8].
- Meilleur classement : 22e du classement du big-air en 2019-2020[9].

### Coupe d'Europe
- 41 départs dont 20 podiums et 4 victoires[5].

### Championnats de France

#### Élite
- 7 médailles dont 3 en or, 3 en argent et 1 en bronze[10].

| Édition / Epreuve             | Big Air                   | Slope Style                |
| ----------------------------- | ------------------------- | -------------------------- |
| Championnats 2014 Val Thorens | non organisé              | 11                         |
| Championnats 2016 Isola 2000  | Médaille d'argent, France | Médaille de bronze, France |
| Championnats 2018 Saint-Lary  | Médaille d'argent, France | 5e                         |
| Championnats 2022 Les 2 Alpes | Médaille d'or, France     | Médaille d'or, France      |
| Championnats 2023 Isola 2000  | Médaille d'argent, France | Médaille d'or, France      |

## Presses
- « En route vers les Championnats du Monde », sur lamaurienne.fr
- David Tchag, « Red Bull « INFINITE LINES » 3-4 avril 2021 – Avoriaz », sur lamaurienne.fr, 5 avril 2021
- « Retour sur Red Bull Infinite Lines à Avoriaz », sur redbull.com